# 术语集
术语集是指由某一主题领域内的一套命名所构成的集合。
简单术语集的例子可以是用于描述某一类别的一系列词语，如“树木类型”、“身体的组成结构”。
本体 (信息科学)是一种特殊类型的术语集，具有结构化的特点，且更加适合于在计算机系统之中使用。